# Platynectes major
Platynectes major är en skalbaggsart som beskrevs av Nilsson 1998. Platynectes major ingår i släktet Platynectes och familjen dykare. Inga underarter finns listade i Catalogue of Life.